# Furukawa Electric Soccer Club 1986-1987
Questa voce raccoglie le informazioni riguardanti il Furukawa Electric Soccer Club nelle competizioni ufficiali della stagione 1986-1987.

## Stagione
Nel corso del precampionato la squadra riaccolse tra le sue file Yasuhiko Okudera gettando le basi per una novità regolamentare della Japan Soccer League che permise il tesseramento di calciatori professionisti: in questo modo il Furukawa Electric ebbe la possibilità di presentarsi ai nastri di partenza della stagione come squadra a regime semiprofessionistico. Dopo aver iniziato la stagione vincendo la coppa di Lega il Furukawa Electric disputò un campionato di alta classifica, non potendo tuttavia lottare concretamente per il titolo a causa di quattro sconfitte rimediate nelle prime quattro gare e di un finale balbettante.
A metà stagione il Furukawa Electric si ritirò dalla Coppa dell'Imperatore in seguito alla contemporanea partecipazione al Campionato d'Asia per club: nella competizione continentale la squadra, superata agevolmente la fase preliminare, ottenne punteggio pieno nel girone finale fregiandosi del titolo.

## Maglie e sponsor
Le maglie, prodotte dalla Asics, recano sulla parte anteriore la scritta Furukawa.
| Manica sinistra · Manica sinistra · Maglietta · Maglietta · Manica destra · Manica destra · Pantaloncini · Calzettoni | Manica sinistra · Maglietta · Manica destra · Pantaloncini · Calzettoni |  |

## Organigramma societario
Area direttiva
- Presidente: Junji Ogura

Area tecnica
- Allenatore: Eijun Kiyokumo
- Vice allenatore: Osamu Kawamoto

## Rosa
| N. |                     | Ruolo | Calciatore               |
| -- | ------------------- | ----- | ------------------------ |
| 1  | Giappone (bandiera) | P     | Chōei Satō               |
| 2  | Giappone (bandiera) | D     | Takeshi Okada (capitano) |
| 3  | Giappone (bandiera) | C     | Yasuhiko Okudera         |
| 4  | Giappone (bandiera) | D     | Yasuhito Miura           |
| 5  | Giappone (bandiera) | D     | Hisashi Kaneko           |
| 6  | Giappone (bandiera) | D     | Hiroshi Kobayashi        |
| 7  | Giappone (bandiera) | C     | Yoshikazu Gotō           |
| 8  | Giappone (bandiera) | C     | Satoshi Miyauchi         |
| 9  | Giappone (bandiera) | C     | Hideki Maeda             |
| 10 | Giappone (bandiera) | A     | Hiroshi Yoshida          |
| 11 | Giappone (bandiera) | A     | Yoshikazu Nagai          |
| 12 | Giappone (bandiera) | A     | Masaaki Kanno            |
| 14 | Giappone (bandiera) | C     | Kazuo Echigo             |

| N. |                     | Ruolo | Calciatore        |
| -- | ------------------- | ----- | ----------------- |
| 15 | Giappone (bandiera) | C     | Kazuhiro Miyabe   |
| 16 | Giappone (bandiera) | C     | Toru Yoshida      |
| 17 | Giappone (bandiera) | D     | Kazuya Igarashi   |
| 18 | Giappone (bandiera) | A     | Tatsuya Oishi     |
| 19 | Giappone (bandiera) | A     | Seigo Ikeda       |
| 20 | Giappone (bandiera) | D     | Hitoshi Masubuchi |
| 21 | Giappone (bandiera) | P     | Yoshio Katō       |
| 22 | Giappone (bandiera) | C     | Yasushi Hasebe    |
| 23 | Giappone (bandiera) | D     | Hiroki Shibuya    |
| 24 | Giappone (bandiera) | C     | Masayuki Miura    |
| 25 | Giappone (bandiera) | A     | Kunio Hatanaka    |
| 26 | Giappone (bandiera) | C     | Keiichi Maruyama  |
| 31 | Giappone (bandiera) | P     | Takashi Sekiichi  |

## Calciomercato
| Acquisti | Acquisti          | Acquisti     | Acquisti |
| R.       | Nome              | da           | Modalità |
| -------- | ----------------- | ------------ | -------- |
| P        | Takashi Sekiichi  |              |          |
| D        | Hitoshi Masubuchi |              |          |
| C        | Yoshikazu Gotō    | Chūō Daigaku |          |
| C        | Yasuhiko Okudera  | Werder Brema |          |
| C        | Keiichi Maruyama  |              |          |
| A        | Kunio Hanataka    |              |          |

| Cessioni | Cessioni      | Cessioni      | Cessioni |
| R.       | Nome          | a             | Modalità |
| -------- | ------------- | ------------- | -------- |
| D        | Shigemi Ishii | fine carriera |          |

## Risultati

### JSL Division 1

#### Girone di andata
| Yokohama 26 ottobre 1986, ore 13:00 UTC+9 1ª giornata | Furukawa Electric | 0 – 1 | Hitachi | (5,000 spett.) |

| Osaka 3 novembre 1986, ore 14:00 UTC+9 2ª giornata | Matsushita Electric | 1 – 0 | Furukawa Electric | (4,500 spett.) |

| Yokohama 9 novembre 1986, ore 14:00 UTC+9 3ª giornata | Furukawa Electric | 1 – 2 | Yanmar Diesel | (7,500 spett.) |

| Tokyo 16 novembre 1986, ore 14:00 UTC+9 4ª giornata | Mitsubishi HI | 3 – 1 | Furukawa Electric | (13,000 spett.) |

| Ichihara 24 novembre 1986, ore 14:00 UTC+9 5ª giornata | Furukawa Electric | 1 – 1 | Yomiuri | (6,500 spett.) |

| Yokohama 30 novembre 1986, ore 13:00 UTC+9 6ª giornata | Nissan Motors | 0 – 1 | Furukawa Electric | (6,000 spett.) |

| Yokohama 1º febbraio 1987, ore 14:00 UTC+9 7ª giornata | Furukawa Electric | 1 – 0 | Yamaha Motors | (4,000 spett.) |

| Hamamatsu 8 febbraio 1987, ore 14:00 UTC+9 8ª giornata | Honda Motor | 0 – 1 | Furukawa Electric | (3,500 spett.) |

| Yokohama 15 febbraio 1987, ore 14:00 UTC+9 9ª giornata | Furukawa Electric | 3 – 2 | Nippon Kokan | (5,000 spett.) |

| Yokohama 22 febbraio 1987, ore 14:00 UTC+9 10ª giornata | Furukawa Electric | 0 – 0 | Mazda | (7,500 spett.) |

| Yokohama 1º marzo 1987, ore 14:00 UTC+9 11ª giornata | Furukawa Electric | 1 – 1 | Fujita | (5,000 spett.) |

#### Girone di ritorno
| Kashiwa 7 marzo 1987, ore 13:00 UTC+9 12ª giornata | Hitachi | 0 – 3 | Furukawa Electric | (2,000 spett.) |

| Yokohama 14 marzo 1987, ore 14:00 UTC+9 13ª giornata | Furukawa Electric | 3 – 0 | Matsushita Electric | (25,000 spett.) |

| Osaka 21 marzo 1987, ore 14:00 UTC+9 14ª giornata | Yanmar Diesel | 0 – 2 | Furukawa Electric | (20,000 spett.) |

| Yokohama 28 marzo 1987, ore 14:00 UTC+9 15ª giornata | Furukawa Electric | 0 – 0 | Mitsubishi HI | (6,000 spett.) |

| Iwata 19 aprile 1987, ore 14:00 UTC+9 16ª giornata | Yamaha Motors | 1 – 3 | Furukawa Electric | (2,000 spett.) |

| Yokohama 26 aprile 1987, ore 14:00 UTC+9 17ª giornata | Furukawa Electric | 1 – 1 | Honda Motor | (8,500 spett.) |

| Kawasaki 3 maggio 1987, ore 14:00 UTC+9 18ª giornata | Nippon Kokan | 1 – 0 | Furukawa Electric | (5,500 spett.) |

| Tokyo 6 maggio 1987, ore 14:00 UTC+9 19ª giornata | Yomiuri | 1 – 1 | Furukawa Electric | (25,000 spett.) |

| Hiroshima 10 maggio 1987, ore 14:00 UTC+9 20ª giornata | Mazda | 1 – 0 | Furukawa Electric | (3,500 spett.) |

| Yokohama 13 maggio 1987, ore 13:00 UTC+9 21ª giornata | Furukawa Electric | 2 – 1 | Nissan Motors | (10,000 spett.) |

| Tokyo 17 maggio 1987, ore 14:00 UTC+9 22ª giornata | Fujita | 0 – 1 | Furukawa Electric | (4,000 spett.) |

### Japan Soccer League Cup
| Yokohama 29 giugno 1986 Primo turno | Furukawa Electric | 4 – 1 | Tanabe Pharma | Mitsuzawa Stadium (1,200 spett.) |

| Iwata 5 luglio 1986 Secondo turno | Furukawa Electric | 10 – 0 | NTT Kansai | (200 spett.) |

| Iwata 6 luglio 1986 Quarti di finale | Fujita | 0 – 1 | Furukawa Electric | (500 spett.) |

| Toyohashi 12 luglio 1986 Semifinali | Honda Motor | 3 – 4 (d.c.r.) (0 – 0) | Furukawa Electric | (2,500 spett.) |

| Nagoya 13 luglio 1986, ore 13:30 UTC+9 Finale           | Furukawa Electric | 4 – 0 | Nissan Motors | Mizuho Rugby Stadium (5,000 spett.) |
| Miyauchi 30’ Maeda 45’ 77’ ( aut. ) Kanno 82’ Marcatori |                   |       |               |                                     |
|                                                         |                   |       |               |                                     |
| Miyauchi 30’ Maeda 45’ 77’ (aut.) Kanno 82’             | Marcatori         |       |               |                                     |

### JSL Division 1
| Kuala Lumpur 7 dicembre 1986 Secondo turno | Furukawa Electric | 2 – 1 | Selangor |  |
| Echigo Kaneko Marcatori                    |                   |       |          |  |
|                                            |                   |       |          |  |
| Echigo Kaneko                              | Marcatori         |       |          |  |

| Kuala Lumpur 9 dicembre 1986 Secondo turno | Furukawa Electric | 3 – 1 | Hap Kuan |  |
| Maeda Yoshida Marcatori                    |                   |       |          |  |
|                                            |                   |       |          |  |
| Maeda Yoshida                              | Marcatori         |       |          |  |

| Riyadh 26 dicembre 1986 Girone finale | Al-Hilal  | 3 – 4           | Furukawa Electric |  |
| Marcatori Okudera Yoshida             |           |                 |                   |  |
|                                       |           |                 |                   |  |
|                                       | Marcatori | Okudera Yoshida |                   |  |

| Riyadh 28 dicembre 1986 Girone finale | Furukawa Electric | 2 – 0 | Al-Talaba |  |
| Yoshida Marcatori                     |                   |       |           |  |
|                                       |                   |       |           |  |
| Yoshida                               | Marcatori         |       |           |  |

| Riyadh 30 dicembre 1986 Girone finale | Furukawa Electric | 1 – 0 | Liaoning |  |
| Yoshida Marcatori                     |                   |       |          |  |
|                                       |                   |       |          |  |
| Yoshida                               | Marcatori         |       |          |  |

## Statistiche

### Statistiche di squadra
| Competizione               | Punti | Totale | Totale | Totale | Totale | Totale | Totale | DR  |
| Competizione               | Punti | G      | V      | N      | P      | Gf     | Gs     | DR  |
| -------------------------- | ----- | ------ | ------ | ------ | ------ | ------ | ------ | --- |
| JSL Division 1             | 26    | 22     | 10     | 6      | 6      | 26     | 17     | +9  |
| JSL Cup                    | -     | 5      | 4      | 1      | 0      | 19     | 1      | +18 |
| Campionato d'Asia per club | -     | 5      | 5      | 0      | 0      | 12     | 5      | +7  |
| Totale                     | -     | 32     | 19     | 7      | 6      | 57     | 23     | +34 |

### Andamento in campionato
| Giornata  | 1  | 2  | 3  | 4  | 5  | 6  | 7  | 8 | 9 | 10 | 11 | 12 | 13 | 14 | 15 | 16 | 17 | 18 | 19 | 20 | 21 | 22 |
| --------- | -- | -- | -- | -- | -- | -- | -- | - | - | -- | -- | -- | -- | -- | -- | -- | -- | -- | -- | -- | -- | -- |
| Luogo     | C  | T  | C  | T  | C  | T  | C  | T | C | C  | C  | T  | C  | T  | C  | T  | C  | T  | T  | T  | C  | T  |
| Risultato | P  | P  | P  | P  | N  | V  | V  | V | V | N  | N  | V  | V  | V  | N  | V  | N  | P  | N  | P  | V  | V  |
| Posizione | 10 | 12 | 12 | 12 | 12 | 10 | 10 | 8 | 7 | 6  | 5  | 4  | 4  | 4  | 4  | 4  | 4  | 4  | 4  | 4  | 4  | 4  |

Legenda:

Luogo: C = Casa; T = Trasferta. Risultato: V = Vittoria; N = Pareggio; P = Sconfitta.

### Statistiche dei giocatori
| Giocatore    | JSL Division 1 | JSL Division 1 | JSL Cup  | JSL Cup | Campionato d'Asia | Campionato d'Asia | Totale   | Totale |
| Giocatore    | Presenze       | Reti           | Presenze | Reti    | Presenze          | Reti              | Presenze | Reti   |
| ------------ | -------------- | -------------- | -------- | ------- | ----------------- | ----------------- | -------- | ------ |
| K. Echigo    | 15             | 0              | ?        | 1       | ?                 | 1                 | 15+      | 2      |
| Y. Goto      | 11             | 3              | ?        | 1       | ?                 | 0                 | 11+      | 4      |
| Y. Hasebe    | ?              | 0              | ?        | 0       | ?                 | 0                 | ?        | 0      |
| K. Hatanaka  | ?              | 0              | ?        | 0       | ?                 | 0                 | ?        | 0      |
| S. Ikeda     | ?              | 1              | ?        | 0       | ?                 | 0                 | ?        | 1      |
| H. Kaneko    | 22             | 5              | ?        | 0       | ?                 | 1                 | 22+      | 6      |
| Y. Kato      | 17             | -?             | ?        | -?      | ?                 | -?                | 17+      | -?     |
| M. Kanno     | ?              | 1              | ?        | 1       | ?                 | 0                 | ?        | 2      |
| H. Kobayashi | ?              | 0              | ?        | 0       | ?                 | 0                 | ?        | 0      |
| K. Maruyama  | ?              | 0              | ?        | 0       | ?                 | 0                 | ?        | 0      |
| H. Maeda     | 16             | 1              | ?        | 6       | ?                 | 2                 | 16+      | 9      |
| H. Masubuchi | ?              | 0              | ?        | 0       | ?                 | 0                 | ?        | 0      |
| K. Miyabe    | ?              | 0              | ?        | 0       | ?                 | 0                 | ?        | 0      |
| S. Miyauchi  | 18             | 0              | ?        | 2       | ?                 | 0                 | 18+      | 2      |
| M. Miura     | ?              | 0              | ?        | 0       | ?                 | 0                 | ?        | 0      |
| Y. Miura     | ?              | 0              | ?        | 0       | ?                 | 0                 | ?        | 0      |
| Y. Nagai     | 14             | 0              | ?        | 0       | ?                 | 0                 | 14+      | 0      |
| T. Oishi     | ?              | 0              | ?        | 0       | ?                 | 0                 | ?        | 0      |
| T. Okada     | 22             | 1              | ?        | 1       | ?                 | 0                 | 22+      | 2      |
| Y. Okudera   | 21             | 2              | ?        | 0       | ?                 | 3                 | 21+      | 5      |
| C. Sato      | 5              | -?             | ?        | -?      | ?                 | -?                | 5+       | -?     |
| T. Sekiichi  | 0              | -0             | 0        | -0      | 0                 | -0                | 0        | -0     |
| H. Shibuya   | ?              | 0              | ?        | 0       | ?                 | 0                 | ?        | 0      |
| H. Yoshida   | 20             | 11             | ?        | 5       | ?                 | 5                 | 20+      | 21     |
| T. Yoshida   | ?              | 0              | ?        | 0       | ?                 | 0                 | ?        | 0      |